# مسجد مولا
مسجد مولا مربوط به اواخر دوره قاجار -اوایل دوره پهلوی است و در شیراز، خیابان زند باریک، کوچه مسجد مولا واقع شده و این اثر در تاریخ ۱۱ دی ۱۳۸۰ با شمارهٔ ثبت ۴۵۲۳ به‌عنوان یکی از آثار ملی ایران به ثبت رسیده است.